# Sævar Atli Magnússon
Sævar Atli Magnússon (16 giugno 2000) è un calciatore islandese, attaccante del Brann e della Nazionale islandese.

## Carriera

### Club
È cresciuto nelle giovanili del Leiknir, club con cui ha debuttato il 3 ottobre 2015 in un incontro di Úrvalsdeild perso 3-2 contro il Keflavík. Utilizzato di rado anche nella stagione successiva, nel 2017 è entrato in pianta stabile in prima squadra realizzando anche la sua prima rete contro il Þór.
Il 5 agosto 2021 si è trasferito ai danesi del Lyngby con cui ha sottoscritto un contratto triennale.
Il 27 maggio 2025 è stato ufficializzato il suo trasferimento ai norvegesi del Brann: ha firmato un contratto fino al 31 dicembre 2029, che sarebbe stato valido a partire dall'11 luglio successivo, data di riapertura del calciomercato locale.

### Nazionale
Ha giocato nelle nazionali giovanili islandesi Under-16, Under-17, Under-18, Under-19 ed Under-21.
Nel gennaio del 2023 è stato convocato per la prima volta dalla nazionale maggiore islandese come sostituto dell'infortunato Arnór Sigurðsson. Ha esordito l'8 gennaio, in una partita amichevole contro l'Estonia.

## Statistiche

### Presenze e reti nei club
Statistiche aggiornate al 19 giugno 2023.
| Stagione        | Squadra         | Campionato      | Campionato | Campionato | Coppe nazionali | Coppe nazionali | Coppe nazionali | Coppe continentali | Coppe continentali | Coppe continentali | Altre coppe | Altre coppe | Altre coppe | Totale | Totale | Totale |
| Stagione        | Squadra         | Comp            | Pres       | Reti       | Comp            | Pres            | Reti            | Comp               | Pres               | Reti               | Comp        | Pres        | Reti        | Pres   | Reti   |        |
| --------------- | --------------- | --------------- | ---------- | ---------- | --------------- | --------------- | --------------- | ------------------ | ------------------ | ------------------ | ----------- | ----------- | ----------- | ------ | ------ | ------ |
| 2015            | Leiknir         | UD              | 1          | 0          | CI+CdL          | 0               | 0               |                    | -                  | -                  |             | -           | -           | 1      | 0      |        |
| 2016            | Leiknir         | 1D              | 4          | 0          | CI+CdL          | 1+0             | 0               |                    | -                  | -                  |             | -           | -           | 5      | 0      |        |
| 2017            | Leiknir         | 1D              | 14         | 1          | CI+CdL          | 3+4             | 0+1             |                    | -                  | -                  |             | -           | -           | 21     | 2      |        |
| 2018            | Leiknir         | 1D              | 22         | 9          | CI+CdL          | 1+0             | 0               |                    | -                  | -                  |             | -           | -           | 23     | 9      |        |
| 2019            | Leiknir         | 1D              | 20         | 8          | CI+CdL          | 0+5             | 0+2             |                    | -                  | -                  |             | -           | -           | 25     | 10     |        |
| 2020            | Leiknir         | 1D              | 20         | 13         | CI+CdL          | 1+4             | 0+2             |                    | -                  | -                  |             | -           | -           | 25     | 15     |        |
| 2021            | Leiknir         | UD              | 13         | 10         | CI+CdL          | 1+5             | 0+8             |                    | -                  | -                  |             | -           | -           | 19     | 18     |        |
| Totale Leiknir  | Totale Leiknir  | Totale Leiknir  | 94         | 41         |                 | 25              | 13              |                    | -                  | -                  |             | -           | -           | 119    | 54     |        |
| 2021-2022       | Lyngby          | SL              | 28         | 4          | CO              | 1               | 0               |                    | -                  | -                  |             | -           | -           | 29     | 4      |        |
| 2021-2022       | Lyngby          | SL              | 28         | 6          | CO              | 1               | 0               |                    | -                  | -                  |             | -           | -           | 29     | 6      |        |
| Totale Lyngby   | Totale Lyngby   | Totale Lyngby   | 56         | 10         |                 | 2               | 0               |                    | -                  | -                  |             | -           | -           | 58     | 10     |        |
| Totale carriera | Totale carriera | Totale carriera | 150        | 51         |                 | 27              | 13              |                    | -                  | -                  |             | -           | -           | 177    | 64     |        |

### Cronologia presenze e reti in nazionale
| Cronologia completa delle presenze e delle reti in nazionale ― Islanda | Cronologia completa delle presenze e delle reti in nazionale ― Islanda | Cronologia completa delle presenze e delle reti in nazionale ― Islanda | Cronologia completa delle presenze e delle reti in nazionale ― Islanda | Cronologia completa delle presenze e delle reti in nazionale ― Islanda | Cronologia completa delle presenze e delle reti in nazionale ― Islanda | Cronologia completa delle presenze e delle reti in nazionale ― Islanda | Cronologia completa delle presenze e delle reti in nazionale ― Islanda |
| Data                                                                   | Città                                                                  | In casa                                                                | Risultato                                                              | Ospiti                                                                 | Competizione                                                           | Reti                                                                   | Note                                                                   |
| ---------------------------------------------------------------------- | ---------------------------------------------------------------------- | ---------------------------------------------------------------------- | ---------------------------------------------------------------------- | ---------------------------------------------------------------------- | ---------------------------------------------------------------------- | ---------------------------------------------------------------------- | ---------------------------------------------------------------------- |
| 8-1-2023                                                               | Albufeira                                                              | Islanda                                                                | 1 – 1                                                                  | Estonia                                                                | Amichevole                                                             | -                                                                      | 63’                                                                    |
| 12-11-2023                                                             | Faro                                                                   | Svezia                                                                 | 2 – 1                                                                  | Islanda                                                                | Amichevole                                                             | -                                                                      | 70’                                                                    |
| 17-6-2023                                                              | Reykjavík                                                              | Islanda                                                                | 1 – 2                                                                  | Slovacchia                                                             | Qual. Euro 2024                                                        | -                                                                      | 81’                                                                    |
| 20-6-2023                                                              | Reykjavík                                                              | Islanda                                                                | 0 – 1                                                                  | Portogallo                                                             | Qual. Euro 2024                                                        | -                                                                      | 75’                                                                    |
| 8-9-2023                                                               | Lussemburgo                                                            | Lussemburgo                                                            | 3 – 1                                                                  | Islanda                                                                | Qual. Euro 2024                                                        | -                                                                      | 46’                                                                    |
| 10-6-2025                                                              | Belfast                                                                | Irlanda del Nord                                                       | 1 – 0                                                                  | Islanda                                                                | Amichevole                                                             | -                                                                      | 73’                                                                    |
| Totale                                                                 |                                                                        | Presenze                                                               | 6                                                                      |                                                                        | Reti                                                                   | 0                                                                      |                                                                        |